# Praon taisetsuzanum
Praon taisetsuzanum är en stekelart som beskrevs av Hajimu Takada 1968. Praon taisetsuzanum ingår i släktet Praon och familjen bracksteklar. Inga underarter finns listade i Catalogue of Life.